# سوزان هاميلتون
سوزان هاميلتون (بالإنجليزية: Susan Hamilton)‏ هي مغنية بريطانية، ولدت في 1970.

## وصلات خارجية
- سوزان هاميلتون على موقع ميوزك برينز (الإنجليزية)
- سوزان هاميلتون على موقع أول ميوزيك (الإنجليزية)
- سوزان هاميلتون على موقع ديسكوغز (الإنجليزية)